# Pierre Fecchino
Pierre Fecchino (parfois orthographié de Fechino), né le 31 mai 1907 à Antibes et mort le 22 janvier 1987 dans la même ville, est un footballeur français.

## Carrière
Fecchino est un footballeur capable de jouer au milieu de terrain et en attaque. Il commence le football au JA Antibes en 1919, puis il rejoint enfant l'Olympique d'Antibes, principal club de la ville, en 1920.
En 1929, il signe à l'AS Cannes avec lequel il dispute la finale de la coupe nationale en 1932 ; titulaire, il réalise la passe décisive du seul but du match inscrit par le capitaine cannois Louis Clerc.
En 1932-1933, Cannes fait partie des clubs fondateurs du championnat de France professionnel. Fecchino est l'un des meilleurs buteurs de la première édition, marquant 14 buts en 16 matchs et prenant la troisième place du classement des buteurs. Son équipe se qualifie pour la finale du championnat : il marque le but du 1-2, mais ne peut empêcher la défaite de son équipe contre l'Olympique lillois (3-4). La saison suivante, il inscrit dix nouveaux buts en championnat.
En 1934, il quitte Cannes et retourne dans son ancien club, désormais rebaptisé FC Antibes, qui évolue également en première division du championnat de France. S'il n'a plus autant de réussite comme buteur, il reste un titulaire régulier.
En 1938, après 137 matchs et 35 buts en première division, il signe à l'OGC Nice, en deuxième division. Il y marque encore dix buts lors de la saison 1938-1939. Le déclenchement de la guerre en 1939 interrompt les compétitions met un terme à sa carrière de footballeur professionnel.